# Youri Sourkov
Youri Sourkov (Almatý, 4 de noviembre de 1970) es un ex ciclista kazajo que fue profesional de 1994 a 2003.

## Palmarés
1992
- Vuelta a Chile

1998
- 1 etapa de la Vuelta a Portugal

2000
- Trofeo Joaquim Agostinho
- 1 etapa de la Vuelta al Alentejo